# Эстония (паром)
«Эсто́ния» («Estonia») (ранее «Viking Sally», «Silja Star», «Wasa King») — эстонский паром судоходной компании «Estline», построенный в 1979 году в ФРГ на судоверфи «Meyer Werft» в Папенбурге. Затонул в Балтийском море в ночь с 27 на 28 сентября 1994 года, в результате чего пропали без вести 757 человек и погибли 95 человек (всего 852) из 989 находившихся на борту пассажиров и членов экипажа.
Это крупнейшее в Европе кораблекрушение в мирное время.
По своим последствиям и количеству жертв её можно сравнивать только с самой крупной морской трагедией в истории Эстонии, которая случилась 24 августа 1941 года, когда на выходе из Таллинского порта после атаки немецких самолётов получило пробоины и затонуло возле острова Прангли самое крупнотоннажное судно Эстонии — пароход «Eestirand» («рус. Эстонское побережье»), на котором перед наступавшим вермахтом покидало Таллин несколько тысяч человек (44 человека погибло при бомбёжке и несколько сот человек выбросились за борт).

## История парома
Паром был построен для финской компании «Viking Line» и был назван «Viking Sally». Он курсировал между Турку, Мариехамном и Стокгольмом. В 1986 году его продали компании «Silja Line» и переименовали в «Silja Star», оставив на прежнем маршруте. В 1991 году паромом стала управлять компания «Wasa Line», которая полностью находилась в собственности «Silja Line», и паром под именем «Wasa King» стал курсировать между финским городом Вааса и шведским городом Умео. В январе 1993 года для обеспечения паромного сообщения между Таллином и Стокгольмом шведская компания «Nordström & Thulin» и принадлежащая эстонскому государству «Estonian Shipping Company» («Эстонская судоходная компания», сокращённо — «ESCo») создали совместное предприятие «EstLine», которое приобрело паром «Wasa King», переименовав его в «Estonia».

## Крушение
«Estonia» покинула порт Таллина вечером 27 сентября 1994 года курсом на Стокгольм, когда в море бушевал шторм, а скорость ветра превышала 20 метров в секунду. В полночь «Estonia» разминулась в море с паромом компании «Viking Line» «Mariella» («Мариэлла»), на котором скорость парома «Estonia» посчитали слишком высокой. В половине второго ночи с судна было отправлено короткое сообщение о помощи, вскоре судно пропало с радара парома «Mariella». Отправителем сообщения считают предположительно второго или четвёртого штурмана. Из сообщения понятно, что крен судна в тот момент был очень опасным — 20—30 градусов и слышно, что на корабле включена противотуманная сирена, чтобы разбудить пассажиров. Паром затонул между 00:55 и 01:50 (UTC+02).
На современных навигационных картах указано место гибели парома: 59°22,91′ с. ш. 21°40,60′ в. д. (глубина 83 м).

### Хронология крушения
- 18:30 — На терминале таллинского порта идёт посадка пассажиров.
- 19:15 — Паром «Эстония» выходит из порта, небо — хмурое, довольно сильный ветер.
- 20:00 — Паром следует вблизи побережья, волнение на море — ощутимо.
- 21:00 — Начинается шторм.
- 23:00 — Паром «Эстония» прошёл 135 км маршрута. Морское волнение усиливается.
- 00:30 — Сильная качка на судне.
- 00:55 — Замки 50-тонной носовой аппарели (визора) не выдерживают ударов встречной волны и её срывает.
- 01:00 — Скорость парома — 14 узлов, начинается «загребание» воды.
- 01:15 — Крен — 15 градусов на правый борт.
- 01:20 — Крен увеличивается.
- В течение получаса паром «Эстония» тонет.
  - 01:22 — Крен — 60, 70, 80 градусов увеличивается, судно ложится на правый борт.
  - 01:35 — Крен — 90 градусов, судно лежит на правом борту на поверхности воды.
  - 01:40 — Паром «Эстония» погружается в воду.
  - 01:50 — «Эстония» легла на дно на глубину 70 метров.
- 02:00 — Сильный ветер, скорость ветра — 90 км/ч, шторм. Людям не хватает места на плотах. Те, кому не хватило места, погибают.
- 02:12 — К месту крушения парома «Эстония» подходит пассажирский паром «Mariella», матросы с трудом вытаскивают людей из воды. Прошло 50 минут с того момента, как вахтенный на мостике «Эстонии» дал по рации сигнал бедствия SOS.
- 03:00 — В небе зависают вертолёты. При поднятии людей из воды лопаются тросы и люди падают в воду. Некоторые люди умирают уже на борту вертолётов от шока и переохлаждения.
- 09:00 — Последних из 137 спасённых извлекли из воды.

### Спасательная операция
На помощь поспешили находящиеся в ближайших водах паромы сообщения Хельсинки-Стокгольм: «Силья Симфония», «Силья Европа», «Изабелла», «Мариэлла», немецкий пассажирский «Finnjet». Поблизости был ещё эстонский грузовой корабль, но он продолжил свой путь на юг. В дальнейшем на место прибыли финские сторожевики «Tursas» и «Valpas» и тральщик «Uusimaa» со своими водолазами. На месте крушения был такой сильный шторм, что прибывшие первыми паромы не смогли спасти всех оказавшихся в воде. Оставшихся в живых были вынуждены собирать с поверхности силами ныряльщиков береговой охраны и воздушных сил Финляндии и Швеции, вертолётами спасательного отряда Хельсинки и вертолётами частных лиц только с наступлением утра.
Находящиеся на месте корабли, большей частью — «Мариэлла», спасли 38 человек. Финские вертолёты, главным образом борт береговой охраны «Super Puma», спасли 49 человек. Шведские вертолёты — 50. Всего над «Эстонией» летало 13 шведских, 12 финских, 2 датских и 1 российский вертолёт. С накренившейся «Эстонии» не успели спустить большинство имевшихся спасательных шлюпок, но самонадувающихся резиновых плотов на волнах было множество. Проблемой было то, что сильный ветер быстро уносил спасательные плоты с места крушения. Из 989 находившихся на борту (803 пассажира и 186 членов экипажа) спасли 137 человек (94 пассажира и 43 члена экипажа). При этом пропали без вести 757 человек (651 пассажир и 106 членов экипажа) и были опознаны 95 погибших (58 пассажиров и 37 членов экипажа). 852 погибших (включая пропавших) были гражданами 17 государств.

### Расследование причин
В ноябре 1994 года носовой визор «Эстонии» был поднят с помощью дистанционно управляемого робота для исследования. В начале декабря норвежская компания Rockwater, специализирующаяся на подводных работах, исследовала затонувшее судно на средства шведского государства. В этих действиях использовали в качестве базового судна паром «Semi 1», с которого погружения выполняли с помощью подводного колокола и специальной газовой смеси. Главной задачей водолазов было найти бортовой компьютер и доставить его следственной комиссии. Компьютер не был найден, предположительно его вырвало и смыло штормом из окна и он затерян где-то в донном иле. Это дало дополнительную пищу жёлтой прессе, например, в прессе звучали версии о том, что паром мог пойти на дно из-за специально организованного взрыва на борту, что кто-то пытался провезти на нём контрабандный груз или это мог быть взрыв советской военной техники.
Возможность подъёма судна отвергли позднее в декабре и решили оставить его на месте, запечатав бетоном. Погружение к останкам судна — запрещено, чтобы не тревожить прах погибших. Исполнение запрета было возложено на финские власти. Судно лежит на боку в 35 километрах на юго-юго-восток от финского острова Утё за пределами финских территориальных вод на глубине около 60 метров.
Согласно официальному заключению эстонско-финско-шведской комиссии причиной гибели парома стали недостатки в конструкции судов типа «Ролкер» (также называемые «ro-ro»). 19 февраля 2009 года правительство Эстонии распустило комиссию по расследованию причин трагедии после её четвёртого отчёта. В качестве наиболее вероятной причины гибели парома были названы его конструктивные недостатки (отрыв носового визора) и тяжёлые погодные условия.

### Итоги официального отчёта

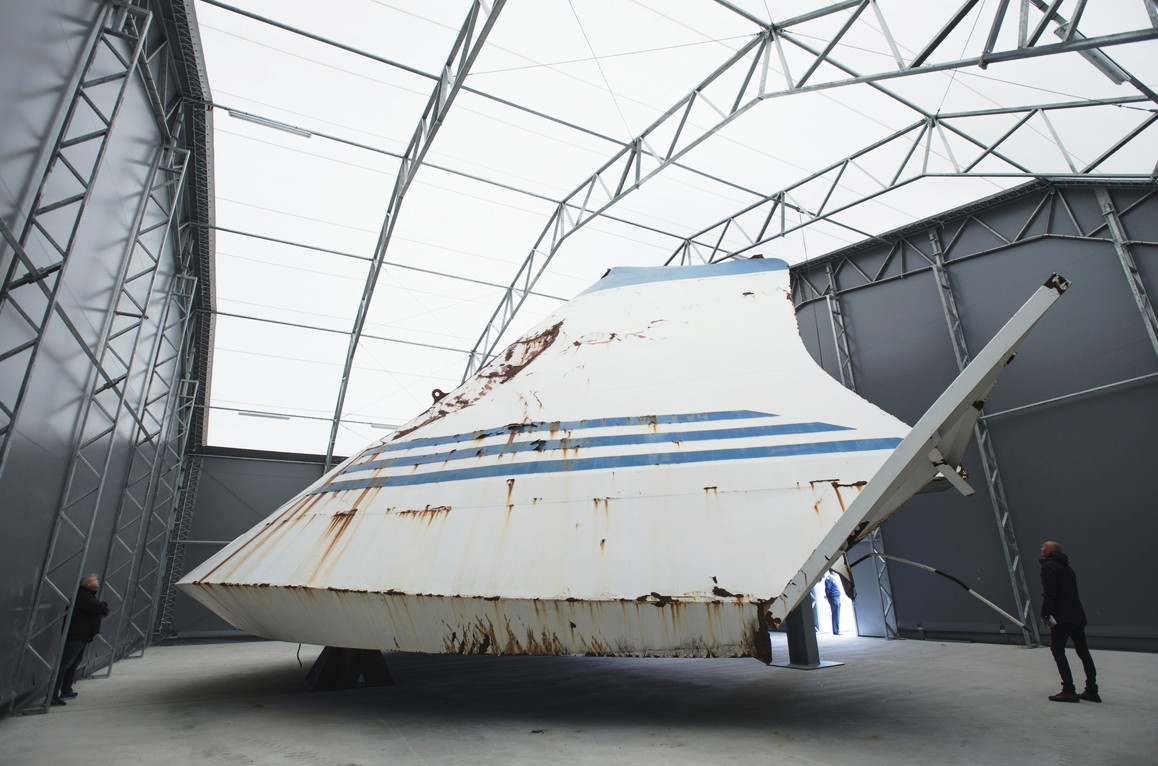
Визор парома «Эстония» в Швеции

Заключительный отчёт следственной комиссии международная комиссия по расследованию крушения парома «Эстония» представила 3 декабря 1997 года. Комиссия посчитала, что причинами катастрофы послужили несовершенство конструкции парома, повышенная скорость движения судна и штормовая погода. Официальная версия катастрофы гласила: «Из-за сильных ударов волн на „Эстонии“ было повреждено запорное устройство носового визора (подъёмной надводной части парома), в результате аппарель автомобильной палубы оказалась незащищённой от проникновения воды. Вследствие этого внутрь парома в течение нескольких минут хлынули тысячи тонн забортной воды, увлёкшие судно на дно моря».
Согласно отчёту, судно имело ошибки в проектировании: 
1. Конструкция запорных устройств носового визора должна быть в несколько раз прочнее, из-за чего те разрушились под ударами волн.
2. Конструкция шарнирных соединений верхних балок визора имела недостаточную прочность, из-за чего они разрушились под ударами волн после выхода из строя запорных устройств, вместе с аппарелью.
3. С капитанского мостика парома «Эстония» визор не был виден в закрытом положении, вследствие чего персонал в ходовой рубке не видел, что он отвалился. Также оказались бесполезными контрольные лампы закрытия замков визора, так как они показывали, что замки закрыты, так как запорные устройства действительно оставались в закрытом положении, однако соединения замков с визором были уже разрушены.

Каких либо следов взрывчатых веществ на конструкции носового визора выявлено не было. 
Действия капитана и экипажа были признаны непрофессиональными и несвоевременными, по следующим причинам: 
1.  Инцидент с повреждениями замков носового визора, произошедший за год до катастрофы с паромом DIANA II, имевшего идентичную конструкцию носового визора, не был учтен при обслуживании и эксплуатации судна. 
2. Экипаж не снизил скорость судна, после получения сообщений о первых признаках катастрофы, а именно о громком металлическом скрежете. 
3. Экипаж не наблюдал за монитором видеонаблюдения и не обратил внимания, что вода попадает на автомобильную палубу через боковые уплотнения визора, когда тот все ещё оставался на месте, а также вовремя не установил связь с персоналом на автомобильной палубе.
4. Сигнал об эвакуации был подан слишком поздно.
Также в отчёте сообщается, что в бригаде обслуживания судна в 1994 году работал студент, который видел по крайней мере две трещины в верхних балках визора в районе шарниров, однако не сообщил об этом. Исследование балок в в месте отрыва от шарниров подтвердило эти данные, однако эти трещины скорее всего, все же не были непосредственной причиной катастрофы.
Также заключительный отчёт комиссии по расследованию причин крушения парома «Эстония» описывает 15 зарегистрированных случаев повреждения запорных и шарнирных устройств носовых визоров, произошедших в 1973—1993 годах. Среди них можно отметить аварию на пароме SAGA STAR в 1982 году: при закрытии носового визора вышла из строя сначала левая шарнирная петля, а потом правая, вследствии чего визор отвалился. Судно совершило несколько рейсов без визора, прежде чем было отремонтировано.
В ноябре 1985 года на пароме Mariella, том самом, который шёл параллельным курсом с «Эстонией» в день гибели, вышли из строя все шарниры носового визора, замки визора также вышли из строя, но не разрушились. Судно дошло до порта со сниженной скоростью, после чего было отремонтировано, а конструкции визора усилены, также как и на однотипном судне. Также следует заметить, что судно на момент инцидента было новым, оно было сдано заказчику в том же 1985 году.
19 февраля 2009 года было решено прекратить расследование крушения парома «Эстония».

### Новые факты в деле, 2020 год
28 сентября 2020 года в годовщину трагедии парома «Эстония» телеканал Discovery выпустил документальный фильм «Эстония: находка, которая изменит всё». Команда, создавшая фильм, произведя съёмки останков судна на дне, обнаружила в корпусе четырёхметровую пробоину, которую до этого скрывало морское дно. Находка может подтвердить теорию о том, что несчастье было спровоцировано не только отрывом визора, который мог ускорить процесс затопления парома. Власти стран, связанных с расследованием катастрофы, раньше такое отрицали.
Профессор морских технологий Норвежского университета техники и естествознания, Йорген Амдал: «Невозможно исключить, что повреждение сыграло свою роль в том, что судно затонуло».
После обсуждения с экспертами причин возникновения пробоины съёмочная группа пришла к выводу, что взрыв на борту такого повреждения в корпусе судна вызвать не мог. Капитан третьего ранга норвежского флота Франк Бёррсен, который принимает участие в операциях по разминированию и преподаёт в учебном заведении военного флота, а также изучал влияние взрывчатых веществ на суда, сказал съёмочной группе, просмотрев сделанные у обломков «Эстонии» кадры, что взрыв там — маловероятен.
Специалисты предположили, что речь идёт о внешней силе — крупном объекте, который врезался в корпус «Эстонии», пробил его и повредил металлические конструкционные прокладки внутри судна.
МИДы Эстонии, Финляндии и Швеции пообещали, что при появлении новой информации о крушении они совместно оценят полученные сведения, опираясь на выводы объединённой комиссии по расследованию несчастного случая (JAIC), которые содержатся в заключительном отчёте 1997 года.

### Предварительное расследование, 2021 год
Шведские власти провели предварительное расследование, результаты которого опубликованы, в частности, на специальном сайте, где можно ознакомиться с трёхмерной моделью парома и увидеть все фотографии, сделанные во время подводного обследования. В результате, повреждений от внешнего взрыва или столкновения обнаружено не было, а все имеющиеся внешние повреждения оказались нанесены при опускании парома на дно и полностью соответствуют особенностям дна в месте крушения. Кроме того, было подтверждено заключение предыдущей экспертизы от 1997 года, что корабль на момент крушения был непригоден для мореплавания. Это связано с тем, что инспекция визира не проводилась, а значит сертификат кораблю был выдан с нарушением и фактически был не действителен. Следующим этапом расследования будет обследование автомобильной палубы парома.